# 신북청역
신북청역(新北靑驛)은 함경남도 북청군 신북청로동자구에 있는 평라선의 철도역이다. 이 역을 기점으로 상리역까지 가는 덕성선이 본 역에서 평라선과 분기된다.

## 연혁
- 1926년 11월 11일: 영업 개시[1]

## 같이 보기
- 조선민주주의인민공화국의 철도